# Año Internacional de la Diversidad Biológica
El Año Internacional de la Biodiversidad (IYB por sus siglas en inglés) es fue una celebración de un año de duración de la biodiversidad y su valor para la vida sobre la Tierra, que tuvo lugar en todo el mundo en 2010. El Año fue declarado por la 61.ª sesión de la Asamblea General de las Naciones Unidas en 2006 (en la resolución A/res/61/203), coincidiendo con la fecha del Objetivo Biodiversidad 2010.
El Año Internacional de la Biodiversidad pretende llamar la atención sobre la importancia de la biodiversidad en todo el mundo. Preservar la biodiversidad requiere el esfuerzo de todos. A través de actividades y eventos en diversos países, se espera que la comunidad global trabaje junta para asegurar un futuro sostenible para todos.

## Eslogan
El Año Internacional de la Diversidad Biológica comenzó a promocionarse con el siguiente eslogan:

La biodiversidad es vida

La biodiversidad es nuestra vida

Posteriormente se introdujo el siguiente lema como parte del logotipo:

Habla de Biodiversidad

Porque algo pasa a ser importante cuando empiezas a hablar de ello

## Principales mensajes
La ONU destaca cuatro mensajes:
- Los seres humanos forman parte de la rica diversidad de la naturaleza y poseen la capacidad de protegerla o de destruirla.

- La biodiversidad, la variedad de la vida en la Tierra, es esencial para sustentar las redes de vida y los sistemas que nos proporcionan la salud, el bienestar, el alimento, el combustible y los servicios vitales de los que depende nuestra vida.

- La actividad humana está causando que la diversidad de la vida en la Tierra se pierda a una gran velocidad. Estas pérdidas son irreversibles, nos empobrecen a todos y dañan los sistemas que permiten la vida y de los que depende nuestro día a día. Pero podemos evitarlas.

- 2010 es el Año Internacional de la Biodiversidad. Reflexionemos sobre nuestros logros para salvaguardar la biodiversidad y centrémonos en la urgencia de nuestro reto para el futuro. Ahora es el momento de actuar.

## Principales objetivos
Las celebraciones del Año Internacional de la Diversidad Biológica se plantean como una oportunidad única para despertar la conciencia sobre el papel vital que juega la biodiversidad en el mantenimiento de la vida sobre la Tierra, de los ecosistemas y de su importancia para el bienestar humano y la reducción de la pobreza.
Los objetivos principales del Año Internacional de la Diversidad Biológica son:
- Aumentar la concienciación pública sobre la importancia de salvaguardar la biodiversidad y sus amenazas subyacentes.
- Aumentar la concienciación sobre los logros para salvar la biodiversidad que ya han sido realizados por las comunidades y los gobiernos.
- Incentivar a las personas, organizaciones y gobiernos a que den los pasos inmediatos necesarios para detener la pérdida de la biodiversidad.
- Promover soluciones innovadoras para reducir las amenazas que sufre la biodiversidad.
- Entablar un diálogo entre los participantes sobre las medidas que se han de adoptar después del año 2010.

La ONU invita a toda persona en el mundo a participar, actuar y compartir experiencias con otros.

## Trasfondo
La Asamblea General de las Naciones Unidas declaró 2010 como el Año Internacional de la Diversidad Biológica (resolución 61/203). Este año coincide con el Objetivo Biodiversidad 2010 adoptado por los Grupos del Convenio sobre la Diversidad Biológica y por los jefes de Estado y gobierno de la Cumbre Mundial para el Desarrollo Sostenible en Johannesburgo en 2002.
El Secretariado de la Convención sobre Diversidad Biológica, con sede en Montreal, Canadá, se encarga de la coordinación del Año Internacional de la Diversidad Biológica.
Establecido en la Cumbre de la Tierra en Río de Janeiro en 1992, la Convenio sobre la Diversidad Biológica (CDB) es un tratado internacional para la conservación y uso sostenible de la biodiversidad y el reparto equitativo de los múltiples beneficios de la biodiversidad. La CDB cuenta con una participación casi universal, con 191 Grupos. Estos países se comprometían a conservar y utilizar de modo sostenible la biodiversidad y la distribución equitativa de los beneficios de la diversidad de especies, para llegar a 2010 con una reducción significativa de la tasa actual de pérdida de biodiversidad a nivel global, regional y nacional, como una forma de contribuir al alivio de la pobreza y beneficiar toda forma de vida sobre la tierra. Dentro de este acuerdo se estableció también un marco de trabajo para promover y fijar objetivos a medio plazo.

## Celebraciones en todo el mundo

### Ámbito internacional
Las organizaciones internacionales celebrarán el Año por medio de eventos que destaquen el trabajo realizado.

### Gobiernos
Los gobiernos son los principales coordinadores de las celebraciones. Al mismo tiempo la ONU anima a los individuos a participar en los eventos programados, darles publicidad, organizar nuevos eventos y otras formas de apoyo.

### Por ONG
Se anima a las organizaciones no gubernamentales a hacerse eco de los mensajes propuestos y difundirlos a través de sus redes, así como a ofrecer apoyo y recursos a los eventos nacionales tales como el Día Internacional de la Diversidad Biológica (22 de mayo) o el Día Mundial del Medio Ambiente (5 de junio). La ONU espera también que se involucren en el Convenio sobre la Diversidad Biológica.
Por su parte, las organizaciones no gubernamentales ecologistas aconsejan a los gobiernos para que inicien reglamentos y leyes que protejan la biodiversidad. Por ejemplo, la gestión sostenible de los recursos naturales con la aprobación de la Directiva Marco de Suelo(DMS) o la publicación de propuestas en los informes de la Comisión Europea sobre el Libro Verde de la Protección de Bosques.

### Por particulares
Los particulares están invitados a aportar ideas sobre prácticas que tengan un impacto positivo sobre la biodiversidad, tales como sugerir posibles soluciones a problemas relacionados con esta o promover la conciencia ciudadana.
La ONU incluye en su guía de actuación un catálogo de buenas prácticas ciudadanas para con la diversidad biológica. Destaca la importancia del cambio en las actividades cotidianas como consumir menos, desperdiciar menos, reutilizar y reciclar. La propuesta de la ONU también anima a los particulares a informarse sobre la diversidad biológica y sus amenazas y comenzar a actuar desde el nivel comunitario.

## Más allá de 2010
El Año Internacional de la Biodiversidad termina en diciembre de 2010 con una ceremonia en Japón, que marcará el inicio del Año Internacional de los Bosques. Sin embargo, será en la Cumbre de Nagoya, en octubre, donde se realizará el balance de este año. Los gobiernos definirán allí los objetivos y etapas para combatir la pérdida de biodiversidad y se marcarán los objetivos para después de 2010. Algunos de estos propósitos se comentaron en la conferencia celebrada en Madrid en enero de 2010. En ella participaron delegados de administraciones públicas, investigadores, empresarios y miembros de organizaciones no gubernamentales, que debatieron de forma abierta y participativa los problemas de la biodiversidad en Europa y sus posibles soluciones. El resultado de las sesiones y los talleres fue un documento titulado Prioridades de Cibeles: Parar la pérdida de biodiversidad en Europa, que servirá como base de las propuestas de la presidencia española de la Unión Europea para el debate global y la adopción de una meta más allá de 2010 en materia de biodiversidad.